# (31732) 1999 JB71
1999 JB71 (asteroide 31732) é um asteroide da cintura principal. Possui uma excentricidade de 0.14453290 e uma inclinação de 15.72055º.
Este asteroide foi descoberto no dia 12 de maio de 1999 por LINEAR em Socorro.